# جورج فريدريك براندر
جورج فريدريك براندر (بالألمانية: Georg Friedrich Brander)‏ هو رياضياتي ألماني، ولد في 28 نوفمبر 1713 في ريغنسبورغ في ألمانيا، وتوفي في 1 أبريل 1783 في آوغسبورغ في ألمانيا.